# Two Hours Traffic
Two Hours Traffic is een indieband uit Charlottetown op Prince Edward Island, Canada. De groep bestaat sinds 2000 en heeft sindsdien drie albums uitgebracht, en twee ep's. De naam van de groep is ontleend van een regel uit de proloog van Romeo en Julia, van William Shakespeare. Met het tweede album, Little Jabs, uit 2007, brak de groep definitief door in eigen land.

## Discografie
- 2003: The April Storm (ep)
- 2005: Two Hours Traffic
- 2006: Isolator (ep)
- 2007: Little Jabs
- 2009: Territory